# Кочукувка
Кочукувка (пол. Koczukówka) — село в Польщі, у гміні Залесе Більського повіту Люблінського воєводства. Населення — 65 осіб (2011).

## Історія
За даними етнографічної експедиції 1869—1870 років під керівництвом Павла Чубинського, у селі переважно проживали греко-католики, які розмовляли українською мовою.
У 1975—1998 роках село належало до Білопідляського воєводства.

## Демографія
Демографічна структура станом на 31 березня 2011 року:
|          | Загалом | Допрацездатний вік | Працездатний вік | Постпрацездатний вік |
| -------- | ------- | ------------------ | ---------------- | -------------------- |
| Чоловіки | 34      | 7                  | 23               | 4                    |
| Жінки    | 31      | 6                  | 17               | 8                    |
| Разом    | 65      | 13                 | 40               | 12                   |